# Dirphia undulosa
Dirphia undulosa är en fjärilsart som beskrevs av Walker 1855. Dirphia undulosa ingår i släktet Dirphia och familjen påfågelsspinnare. Inga underarter finns listade i Catalogue of Life.